# Леонардо да Винчи (Ајзаксонова књига)
Леонардо да Винчи (енгл. Leonardo da Vinci) је биографија италијанског полихистора Леонарда да Винчија из 2017. године. Књигу је написао Волтер Ајзаксон (енгл. Walter Isaacson), новинар, биограф и бивши руководилац CNN- а и председник Института Аспен.  Српско издање обкјавила је издавачка кућа Лагуна 2019. године у преводу Горана Скробоње.

## Контекст
Књига детаљно описује Леонардов живот, слике, свеске, рад на математици, науци и анатомији, као и његову сексуалност. Првенствено се фокусира на његове свеске, али обрађује и његове слике. Књига се бави контроверзама око приписивања слика La Bella Principessa и Salvator Mundi Леонарду.  Ајзаксон је изјавио да књига не садржи никаква нова открића о Леонарду.  На крају књиге, Ајзаксон даје листу лекција које треба научити из Леонардовог живота. Пример је „будите радознали, неуморно радознали“.   На предњој корици је портрет Леонарда који се чува у музеју Уфици. 

## Рецепција
Књига је постала број један на листи бестселера Њујорк тајмса за 2017. годину.   Робин Меки из Гардијана је описао књигу као „раскошну, елегантно написану и марљиво израђену“.  Бил Гејтс, власник Леонардовог Кодекса Лестер, написао је: „Много сам читао о Леонарду током година, али никада нисам пронашао ниједну књигу која задовољавајуће покрива све различите аспекте његовог живота и рада.“  Џошуа Ким из Инсајд Хигер Еда је теоретисао да је на продајну цену Леонардове слике Спаситељ света од 450 милиона долара у новембру 2017. године могла утицати књига.  Џенифер Сениор из Њујорк тајмса је написала: 
"Нисам сигурна да му одговара улога ликовног критичара. Ајзаксонов ентузијазам је за дивљење, али он хвали многе Леонардове креације истим задиханим тоном којим би тинејџер поздравио нови Епл производ. Речи „бриљантно“, „чудесно“ и „генијално“ се често појављују."
Сениор је такође критиковала Ајзаксов резиме „Учење од Леонарда“ на крају књиге, описујући га као облик „ ТЕД-изма“.  Када је упоредила Ајзаксонову књигу са књигом Мајка Ланкфорда Постати Леонардо (2017), Данијел Џ. Левитин из Вол стрит журнала је написао: „Књига господина Ајзаксона делује као да је склопљена, као да је написана у року, док господин Ланкфорд изгледа да је одвојио сво време које му је било потребно.“  Александар К. Кафка из Вашингтон поста је написао: 
"Ајзаксонов приступ, веран његовом пореклу, је у основи новинарски. Нема интелектуалног хвалисања за њега, и иако је његово писање свакако грациозно, никада није непотребно китњасто. Али немојте се заваравати: он зна свој посао..."

## Филмска адаптација
У августу 2017. године, Парамаунт је надмашио понуду компаније Universal Pictures за права да екранизује књигу. Одлучено је да ће Леонардо Дикаприо (који је добио име по полихирургу) играти Леонарда да Винчија.  То није успело, па је Universal купио права на филм 2023. године. (Universal је адаптирао Исаксонову биографију Стива Џобса из 2011. године у филм 2015. године.)  Ендру Хејг је изабран да режира филм о Леонарду.  